# Цикли часу
Цикли часу: Незвичайний новий погляд на Всесвіт (англ. Cycles of Time: An Extraordinary New View of the Universe) — наукова книга фізика й математика, нобелівського лауреата Роджера Пенроуза, опублікована Bodley Head у 2010 році. У книзі викладено модель конформної циклічної космології Пенроуза, яка є розширенням загальної теорії відносності, конкуруючи з теоріями багатовимірних струн і космологічною інфляцією.

## Вміст
Пенроуз розглядає наслідки другого закону термодинаміки та його неминучий рух Всесвіту до стану максимальної ентропії. Пенроуз ілюструє ентропію в термінах фазового простору інформаційного стану (з 1 виміром для кожного ступеня свободи), де через випадковий рух частинки з часом рухаються через все більші зерна цього фазового простору. Автор не погоджується з твердженням Стівена Гокінга щодо того, чи знищується інформація, коли матерія потрапляє в чорні діри. Така втрата інформації може знизити загальну ентропію у Всесвіті, оскільки чорні діри з часом зникнуть через випромінювання Гокінга, що призведе до втрати ступенів свободи у фазовому просторі.
Далі Пенроуз стверджує, що протягом величезних масштабів часу (понад 10100 років) відстань втрачає значення, оскільки вся маса розпадається на енергію фотонів із величезним червоним зміщенням, натомість як Всесвіт продовжує необмежено розширюватися. Цей період від Великого вибуху до нескінченного розширення Пенроуз визначає як «еон». Плавне «безволосе» нескінченне забування Всесвітом попереднього еону стає низькоентропійним початковим станом для Великого вибуху наступного еону. Конформна геометрія зберігає кути, але не відстані попереднього еону, дозволяючи Всесвіту нового еону виглядати досить маленьким на його початку, оскільки його фазовий простір починається наново.
Пенроуз посилається на концентричні кільця, виявлені в дослідженні реліктового випромінювання космічним телескопом WMAP, як на попередні докази своєї моделі, оскільки він передбачив, що зіткнення чорних дір попереднього еону залишать такі структури через брижі гравітаційних хвиль.

## Відгуки
Більшість критиків-ненауковців вважали книгу складною для повного розуміння. Kirkus Reviews і Даг Джонстон зі Scotsman оцінили інноваційні ідеї Пенроуза. Манджіт Кумар, рецензуючи книгу для The Guardian, захопився ідеєю геометрії матрьошок у конформній циклічній космології, розглядаючи її як ідею, яку «схвалив би» Мауріц Ешер. Ґрем Сторрс для New York Journal of Books визнає, що це не та книга, до якої має занурюватися неамбітний нефахівець. Американський письменник Ентоні Дорр у Boston Globe порівнює цю книгу з лижною трасою «чорного» рівня й пише: «Пенроуз ніколи не ухилявся від включення математики у свої тексти, і подяка його видавцям за те, що вони вшанували це бажання. Тим не менш, над другою половиною „Циклів часу“ читачу доведеться попотіти».